# Liste der Bootsklassen im Kanusport
Im Kanusport wird grundsätzlich zwischen den Bootsklassen Kajak und Canadier unterschieden. Während es im Kanu-Freizeitsport sehr unterschiedliche Bootsgrößen mit bis zu vier Paddlern im Kajak und bis zu zehn Paddler im Canadier gibt, sind im Wettkampfsport nur bestimmte Bootsklassen gebräuchlich, für die in jeder Kanu-Disziplin eigene Baubestimmungen bestehen.

## Freizeitsport
- Tourenkajak (Einer, Zweier)
- Wildwasserkajak (hauptsächlich Einer, Ausnahmen Topo-Duo (Eskimo), Dynamic Duo (Jackson Kayak) und weitere)
- Seekajak (Einer, Zweier)
- Faltboot (Einer, Zweier, Dreier)
- Tourencanadier (Einer bis Zehner)
- Wildwassercanadier (Open Canoe)
- Luftboot (Einer, Zweier, Dreier)
- Spielboot (nur Einer)
- Baidarka (Einer, Zweier, Dreier)
- Sit-on-Top (Einer, Zweier)
- Surfski (Einer, Zweier)

## Kanurennsport
- Einer-Kajak (K1)
- Zweier-Kajak (K2)
- Vierer-Kajak (K4)
- Einer-Canadier (C1)
- Zweier-Canadier (C2)
- Vierer-Canadier (C4)
- Siebener-Canadier (C7)*
- Achter-Canadier (C8)
- Einer-Faltboot (F1)*
- Zweier-Faltboot (F2)*
- Schülereinheitsboot

## Kanuslalom
- Einer-Kajak (K1)
- Einer-Canadier (C1)
- Zweier-Canadier (C2)
- Boater-Cross (Extreme K1)

## Wildwasserrennsport
- Einer-Kajak (K1)
- Einer-Canadier (C1)
- Zweier-Canadier (C2)

## Kanupolo
- Einer-Kajak (K1)

## Drachenboot
- Europäisches Standard-Drachenboot (20 Paddler)
- Mini-Drachenboot (10 Paddler)*
- Hong Kong-Drachenboot*
- Chinesisches Drachenboot*

## Kanu-Freestyle
- Einer-Kajak (K1)
- Einer-Canadier (C1)
- Open Canoe (OC1)

## Kanumarathon
- Einer-Kajak (K1)
- Zweier-Kajak (K2)
- Vierer-Kajak (K4)*
- Einer-Canadier (C1)
- Zweier-Canadier (C2)

## Kanusegeln
- International Canoe (IC)
- Taifun

## Auslegerkanu
(engl. Outrigger Canoe (OC)/frz.: pirogue)
- OC1 (jeweils mit oder ohne Ruder)
- OC2 (jeweils mit oder ohne Ruder)
- OC3
- OC4
- OC6
- 12er und 16er (Tauati – zwei miteinander verbundene 6er/8er – selten)

In Europa sind OC1, OC2 und OC6 als Wettkampfboote gebräuchlich.

## Kanumehrkampf/Quadrathlon
- Einer-Kajak